# Čavčići
Čavčići (cyr. Чавчићи) – wieś w Bośni i Hercegowinie, w Republice Serbskiej, w gminie Rogatica. W 2013 roku liczyła 68 mieszkańców.